# Gallipoli Calcio 2007-2008
Questa pagina raccoglie i dati riguardanti il Gallipoli Calcio nelle competizioni ufficiali della stagione 2007-2008.

## Rosa
| N. |                    | Ruolo | Calciatore          |
| -- | ------------------ | ----- | ------------------- |
|    | Italia (bandiera)  | P     | Francesco Rossi     |
|    | Italia (bandiera)  | P     | Simone Santarelli   |
|    | Italia (bandiera)  | P     | Joachim Spina       |
|    | Italia (bandiera)  | D     | Paolo Antonioli     |
|    | Camerun (bandiera) | D     | Solomon Enow        |
|    | Francia (bandiera) | D     | Massimo Lo Monaco   |
|    | Italia (bandiera)  | D     | Andrea Suriano      |
|    | Italia (bandiera)  | D     | Antonio Minadeo     |
|    | Italia (bandiera)  | D     | Gaetano Vastola     |
|    | Italia (bandiera)  | D     | Giovanni Paschetta  |
|    | Italia (bandiera)  | D     | Morris Molinari     |
|    | Italia (bandiera)  | C     | Giorgio Cini        |
|    | Italia (bandiera)  | C     | Mirko Carretta      |
|    | Italia (bandiera)  | C     | Christian Cimarelli |
|    | Italia (bandiera)  | C     | Lucas Correa        |

| N. |                      | Ruolo | Calciatore             |
| -- | -------------------- | ----- | ---------------------- |
|    | Italia (bandiera)    | C     | Vincenzo Di Miceli     |
|    | Italia (bandiera)    | C     | Daniele Greco          |
|    | Ungheria (bandiera)  | C     | András Horváth         |
|    | Italia (bandiera)    | C     | Giuseppe Russo         |
|    | Italia (bandiera)    | C     | Alessandro Monticciolo |
|    | Italia (bandiera)    | C     | Antonio Stendardo      |
|    | Italia (bandiera)    | C     | Luigi Gilli            |
|    | Argentina (bandiera) | C     | Giuseppe Morfù         |
|    | Italia (bandiera)    | A     | Francesco Di Gennaro   |
|    | Italia (bandiera)    | A     | Ciro Ginestra          |
|    | Italia (bandiera)    | A     | Matteo Merini          |
|    | Italia (bandiera)    | A     | Stefano Morello        |
|    | Romania (bandiera)   | A     | Cristian Cigan         |

## Risultati

### Serie C1

#### Girone di andata
| 26 agosto 2007 1ª giornata | Gallipoli | 4 – 1 | Massese |  |

| 3 settembre 2007 2ª giornata | Salernitana | 1 – 1 | Gallipoli |  |

| 9 settembre 2007 3ª giornata | Gallipoli | 3 – 2 | Sorrento |  |

| 16 settembre 2007 4ª giornata | Taranto | 2 – 1 | Gallipoli |  |

| 24 settembre 2007 5ª giornata | Gallipoli | 1 – 1 | Pistoiese |  |

| 30 settembre 2007 6ª giornata | Lanciano | 1 – 1 | Gallipoli |  |

| 8 ottobre 2007 7ª giornata | Gallipoli | 2 – 0 | Sangiovannese |  |

| 14 ottobre 2007 8ª giornata | Lucchese | 2 – 1 | Gallipoli |  |

| 21 ottobre 2007 9ª giornata | Ancona | 2 – 2 | Gallipoli |  |

| 29 ottobre 2007 10ª giornata | Gallipoli | 2 – 1 | Arezzo |  |

| 1 novembre 2007 11ª giornata | Perugia | 2 – 0 | Gallipoli |  |

| 5 novembre 2007 12ª giornata | Gallipoli | 4 – 0 | Sambenedettese |  |

| 11 novembre 2007 13ª giornata | Gallipoli | 1 – 0 | Potenza |  |

| 18 novembre 2007 14ª giornata | Pescara | 3 – 2 | Gallipoli |  |

| 25 novembre 2007 15ª giornata | Gallipoli | 1 – 0 | Martina |  |

| 3 dicembre 2007 16ª giornata | Crotone | 2 – 1 | Gallipoli |  |

| 9 dicembre 2007 17ª giornata | Gallipoli | 3 – 2 | Juve Stabia |  |

#### Girone di ritorno
| 16 dicembre 2007 18ª giornata | Massese | 0 – 0 | Gallipoli |  |

| 23 dicembre 2007 19ª giornata | Gallipoli | 2 – 0 | Salernitana |  |

| 14 gennaio 2008 20ª giornata | Sorrento | 1 – 1 | Gallipoli |  |

| 21 gennaio 2008 21ª giornata | Gallipoli | 2 – 2 | Taranto |  |

| 3 febbraio 2008 22ª giornata | Pistoiese | 0 – 3 | Gallipoli |  |

| 10 febbraio 2008 23ª giornata | Gallipoli | 2 – 0 | Virtus Lanciano |  |

| 17 febbraio 2008 24ª giornata | Sangiovannese | 2 – 1 | Gallipoli |  |

| 24 febbraio 2008 25ª giornata | Gallipoli | 0 – 0 | Lucchese |  |

| 10 marzo 2008 26ª giornata | Gallipoli | 0 – 0 | Ancona |  |

| 16 marzo 2008 27ª giornata | Arezzo | 3 – 2 | Gallipoli |  |

| 22 marzo 2008 28ª giornata | Gallipoli | 3 – 0 | Perugia |  |

| 31 marzo 2008 29ª giornata | Sambenedettese | 3 – 2 | Gallipoli |  |

| 6 aprile 2008 30ª giornata | Potenza | 3 – 2 | Gallipoli |  |

| 13 aprile 2008 31ª giornata | Gallipoli | 1 – 1 | Pescara |  |

| 20 aprile 2008 32ª giornata | Martina | 2 – 0 | Gallipoli |  |

| 27 aprile 2008 33ª giornata | Gallipoli | 0 – 2 | Crotone |  |

| 4 maggio 2008 34ª giornata | Juve Stabia | 3 – 1 | Gallipoli |  |

### Coppa Italia Serie C

#### Fase a gironi
| 19 agosto 2007 1ª giornata                 | Taranto   | 1 – 0 | Gallipoli |  |
| \| \| \| \| \| Zito 15’ \| Marcatori \| \| |           |       |           |  |
|                                            |           |       |           |  |
| Zito 15’                                   | Marcatori |       |           |  |

| 22 agosto 2007 2ª giornata                                            | Gallipoli | 2 – 1        | Catanzaro |  |
| \| \| \| \| \| Merini 57’ Morello 90’ \| Marcatori \| 48’ Frisenda \| |           |              |           |  |
|                                                                       |           |              |           |  |
| Merini 57’ Morello 90’                                                | Marcatori | 48’ Frisenda |           |  |

| 29 agosto 2007 3ª giornata                    | Crotone   | 0 – 1       | Gallipoli |  |
| \| \| \| \| \| \| Marcatori \| 17’ Morello \| |           |             |           |  |
|                                               |           |             |           |  |
|                                               | Marcatori | 17’ Morello |           |  |

| 12 settembre 2007 5ª giornata                                                       | Gallipoli | 3 – 1       | Castrovillari |  |
| \| \| \| \| \| Cigan 12’ Di Miceli 28’ Stendardo 33’ \| Marcatori \| 16’ S. Nave \| |           |             |               |  |
|                                                                                     |           |             |               |  |
| Cigan 12’ Di Miceli 28’ Stendardo 33’                                               | Marcatori | 16’ S. Nave |               |  |

#### Fase ad eliminazione diretta
| 21 novembre 2007                                         | Sorrento  | 1 – 1     | Gallipoli |  |
| \| \| \| \| \| Gautieri 52’ \| Marcatori \| 61’ Cigan \| |           |           |           |  |
|                                                          |           |           |           |  |
| Gautieri 52’                                             | Marcatori | 61’ Cigan |           |  |

| 28 novembre 2007                                | Gallipoli | 0 – 1         | Sorrento |  |
| \| \| \| \| \| \| Marcatori \| 55’ Fragiello \| |           |               |          |  |
|                                                 |           |               |          |  |
|                                                 | Marcatori | 55’ Fragiello |          |  |